# Solo (album de Baptiste Trotignon)
Pour les articles homonymes, voir Solo.
Albums de Baptiste Trotignon
Sightseeing
(2001) Solo II
(2005)
Solo est un album solo du pianiste de jazz français Baptiste Trotignon sorti en 2003 sur le label Naïve.

## À propos de l'album
« j'ai voulu faire des chansons, ce sont des formats assez courts. Il n'y a pas de grandes suites de piano solo comme on peut en trouver chez Jarret. Même s'il y a une part d'improvisation un peu plus débridée propre au jazz, […] j’ai essayé que ça reste mélodique, et que cette mélodie ne parle pas seulement à ceux qui connaissent le jazz. Je tente de trouver le juste milieu entre la musique savante et les mélodies naïves. La limite entre les deux est dure à trouver. On a vite fait de tomber dans la mièvrerie. C'est cette recherche qui m'intéresse. »

— Baptiste Trotignon.
Cyrille Péguy écrit pour RFI : « virtuose, mais certainement pas démonstratif, Baptiste Trotignon sait faire parler "la bête". Avec un toucher tellement fin que les passages les plus brutaux ne sonnent jamais agressifs ».

## Liste des pistes
Toute la musique est composée par Baptiste Trotignon.
| No  | Titre             | Durée |
| --- | ----------------- | ----- |
| 1.  | The Dream is Gone | 3:45  |
| 2.  | Urgences          | 2:54  |
| 3.  | Youpala           | 5:26  |
| 4.  | Dust              | 8:20  |
| 5.  | My Lane           | 6:10  |
| 6.  | Seven             | 4:11  |
| 7.  | Moods             | 7:33  |
| 8.  | Weg               | 6:38  |
| 9.  | Langsam           | 4:08  |
| 10. | Rasch             | 3:00  |
| 11. | The End           | 0:53  |